# 祐延ダム

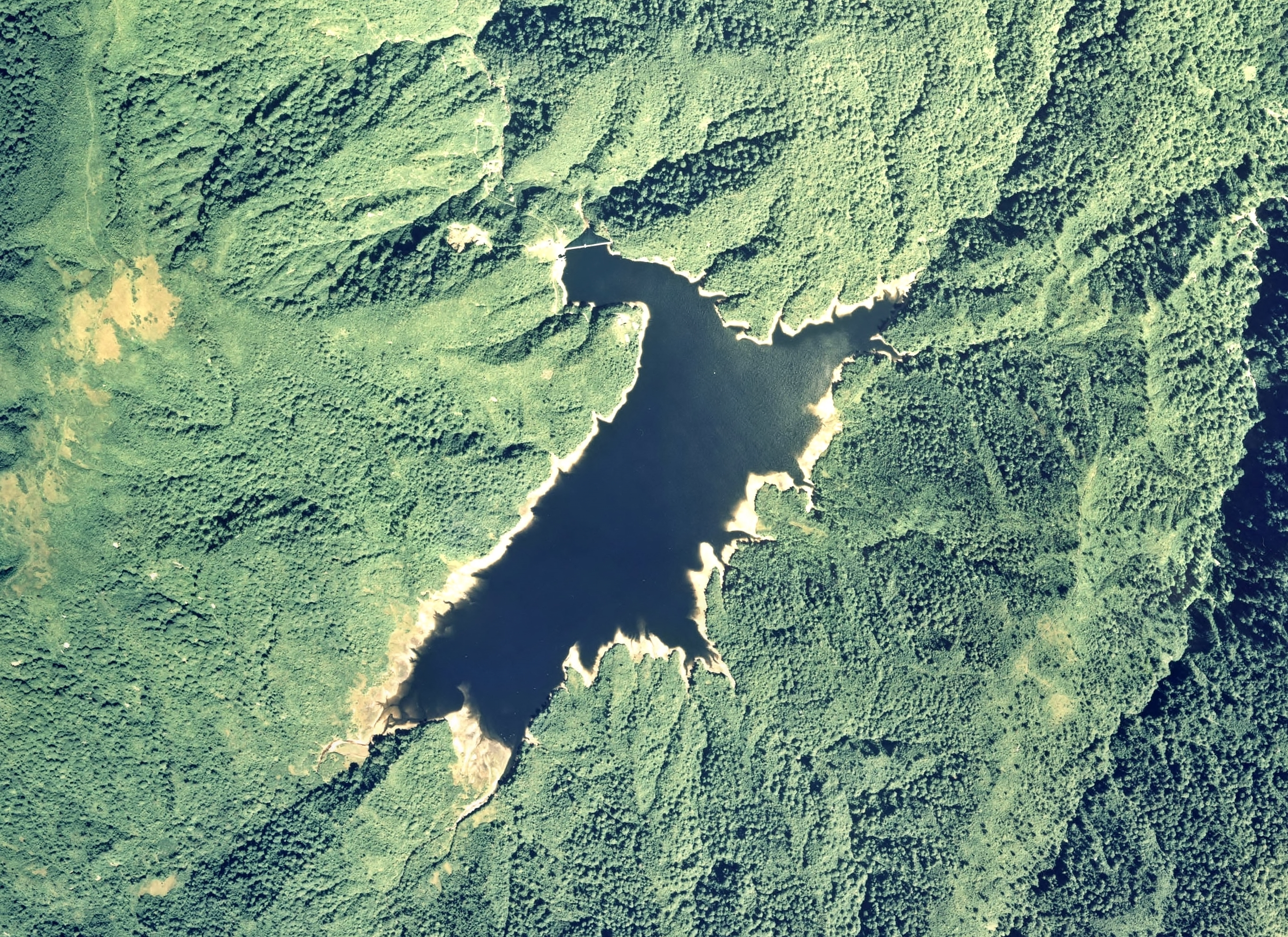
祐延ダム湖付近の空中写真。1977年撮影の2枚を合成作成。
。

祐延ダム（すけのぶダム、すけのべダム）は、富山県富山市有峰、一級河川・常願寺川水系小口川に建設されたダム。高さ45.5メートルの重力式コンクリートダムで、北陸電力の発電用ダムである。同社の水力発電所・小口川第三発電所に送水し、最大1万4,500キロワットの電力を発生する。ダム湖（人造湖）の名は祐延湖（すけのぶこ、すけのべこ）という。

## 歴史
常願寺川の支流・小口川は、東笠山・西笠山のふもと、東又谷・西又谷を水源とし、北へと流れる河川である。その上流に位置する祐延ダムの建設工事は、北陸電力の前身日本海電気によって1928年（昭和3年）に着工、1931年（昭和6年）に完成した。祐延ダム湖左岸の取水口より取り入れた水は下流の小口川第三発電所まで導かれ、600メートルもの高さから落下する水の力を利用して水車発電機を回転させている。完成当時は2台の横軸ペルトン水車発電機を用い、1万4,000キロワットの電力を発生していたが、後に改修され1万4,500キロワットの電力を発生できる水車発電機1台へと更新している。小口川第三発電所の有効落差は現在621.2メートルで（完成当時は612.8メートル）、これは揚水発電所を除いた一般水力発電所において日本一を誇る。発電に使用した水は発電所に面した真立ダム湖に放流され、さらに下流の小口川第二・第一発電所へと導かれる。
小口川第三発電所について特筆すべきは日本における最初期の揚水発電採用例であるという点である。完成から3年ほどが経過した1934年（昭和9年）5月、水車発電機とは別に揚水ポンプが設置された。真立ダム湖に貯えておいた水を、再び祐延ダム湖まで送り返すために使用するものである。水を繰り返し利用できるようにすることで、例えば水不足に陥った際など、使用できる水の量が限られる期間でも発電所の運用に支障が出ないようにした。この揚水ポンプは1968年（昭和43年）に撤去され、これをもって小口川第三発電所における揚水発電は終了している。
小口川第三発電所に揚水ポンプが設置されるわずか1か月前、長野県上水内郡信濃町で池尻川発電所が運転を開始した。池尻川発電所は関川の豊富な雪解け水を野尻湖にくみ上げ、渇水期でも発電できるように備えておくものである。小口川第三発電所と池尻川発電所は日本の揚水発電の先駆けとして並び称されている。

## 周辺
祐延ダムは、有峰ダムから祐延峠を挟んで西に位置し、有峰県立自然公園に含まれている。完成以来、長きに渡って厳しい冬の寒さを経験してきた祐延ダムのコンクリートは、表面がささくれ立っている。1994年（平成6年）には小口川に沿って有峰林道・小口川線が敷かれ、有峰ダムから祐延ダムを経て水須ゲートへと通じている。祐延湖を一望できる高台には展望台も設けられている。真立ダムと、同ダム湖に面した小口川第三発電所に関しては、林道から外れた山中にあり、管理のための資材運搬用に敷かれた線路の上をトロッコが往来している。なお、下流の小口川ダム直下に設けられた小口川記念館には、かつて小口川第三発電所で使用されていた揚水ポンプやジョンソンバルブが展示保存されている。
また、祐延貯水池、ならびに、小口川では、過去に放流されたニジマスが自然繁殖を繰り返していることが確認されている。

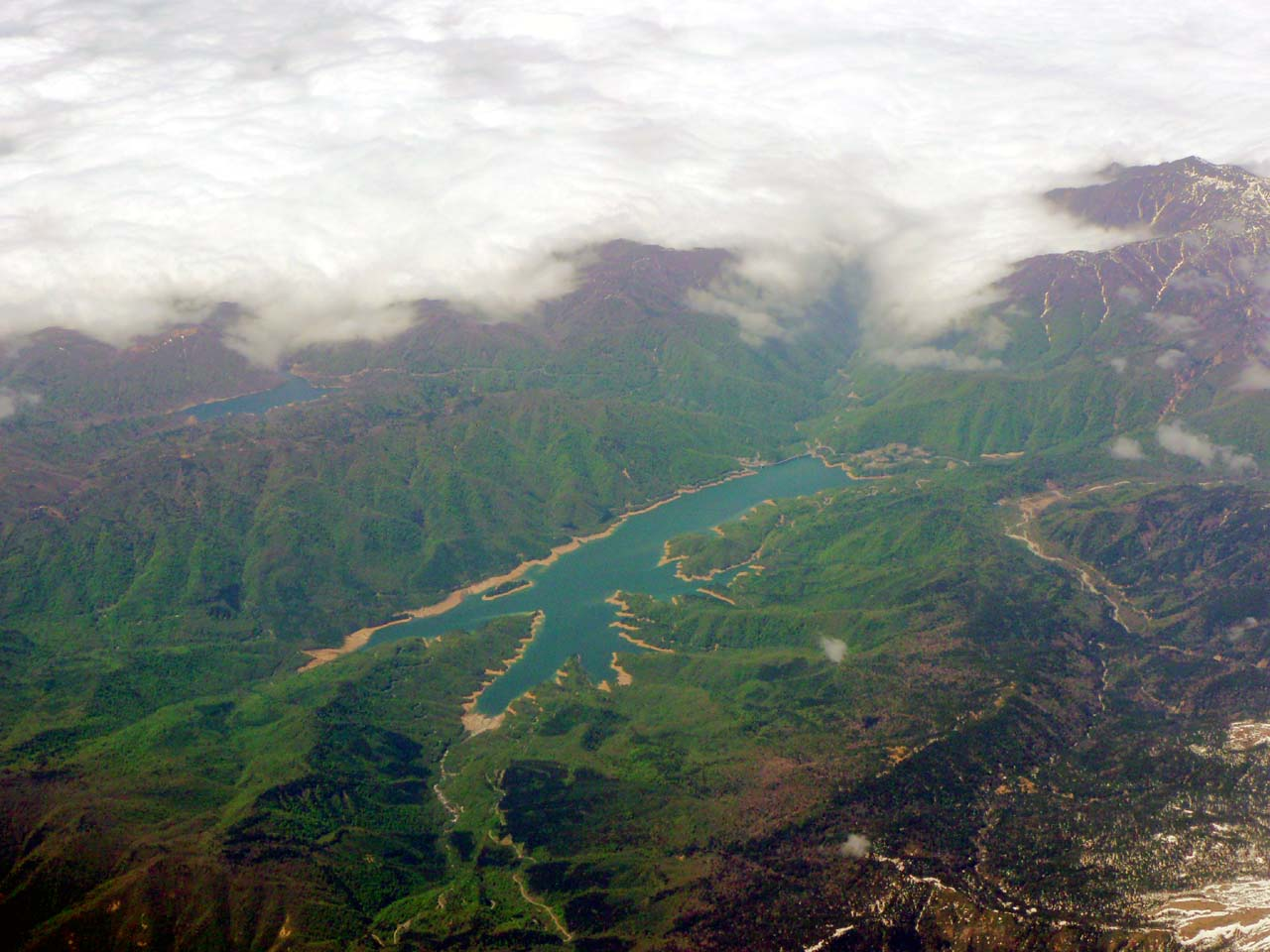
有峰湖空撮 有峰湖の左に小さく祐延湖が見える。
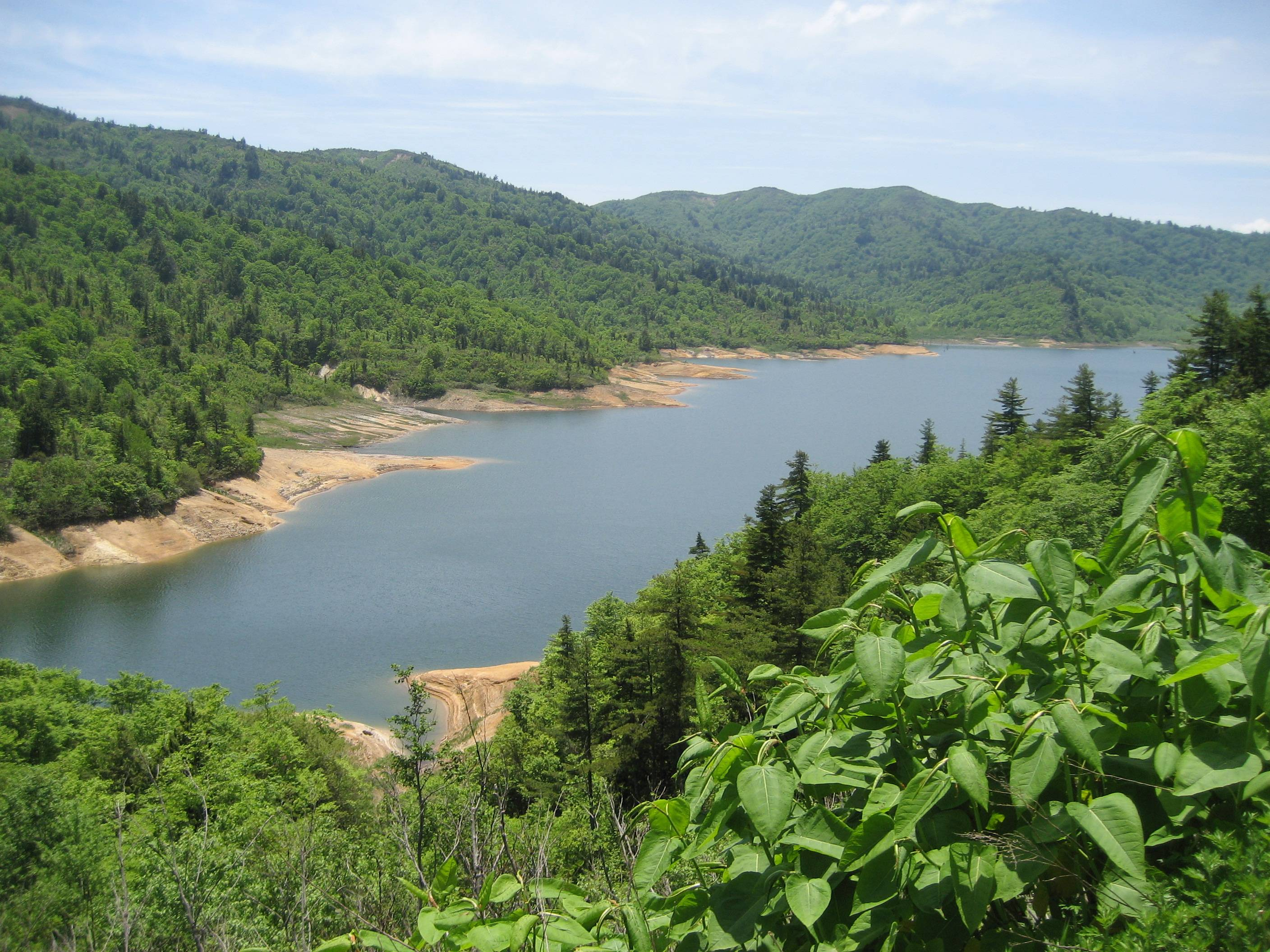
展望台より祐延湖
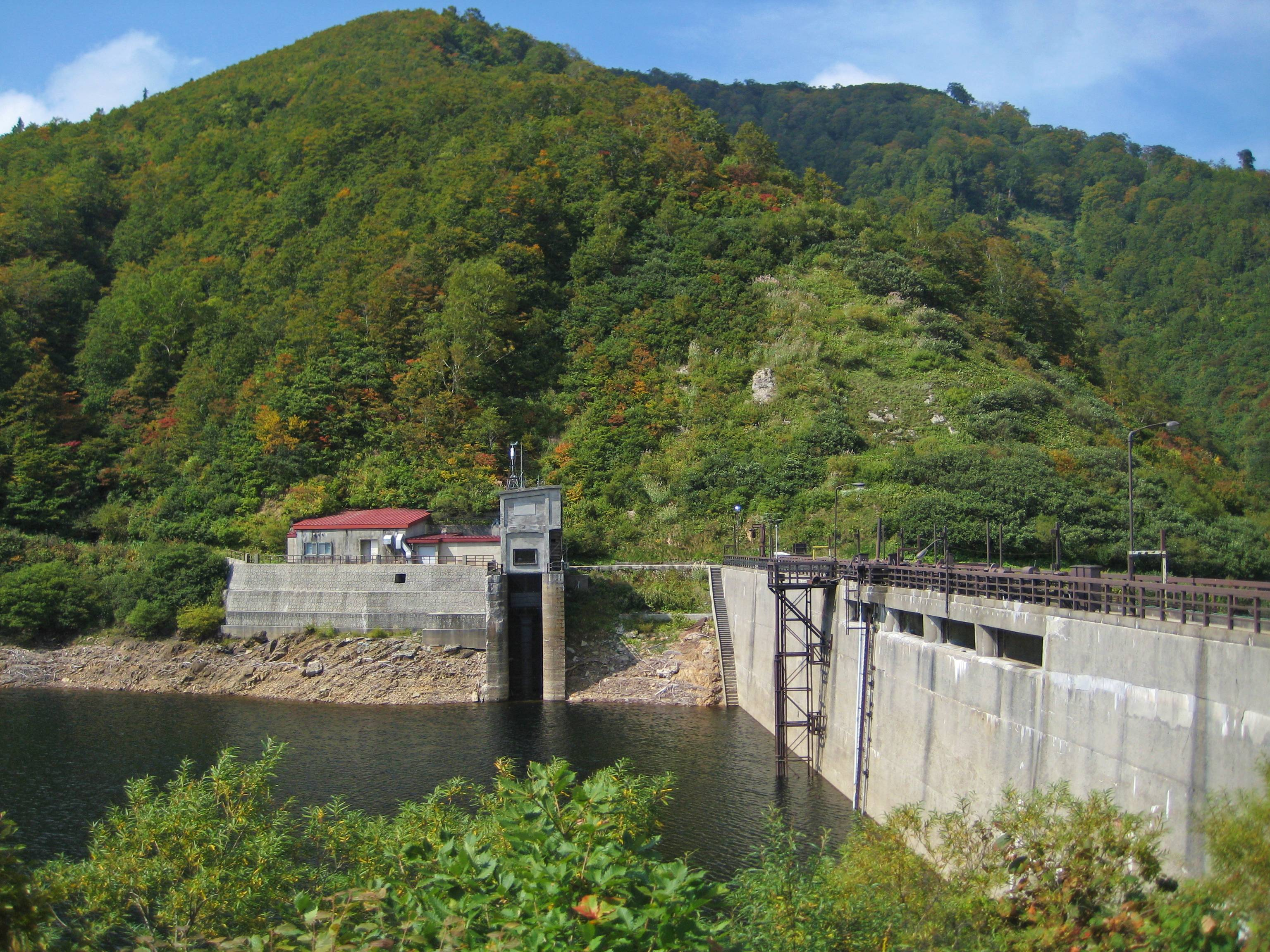
祐延湖
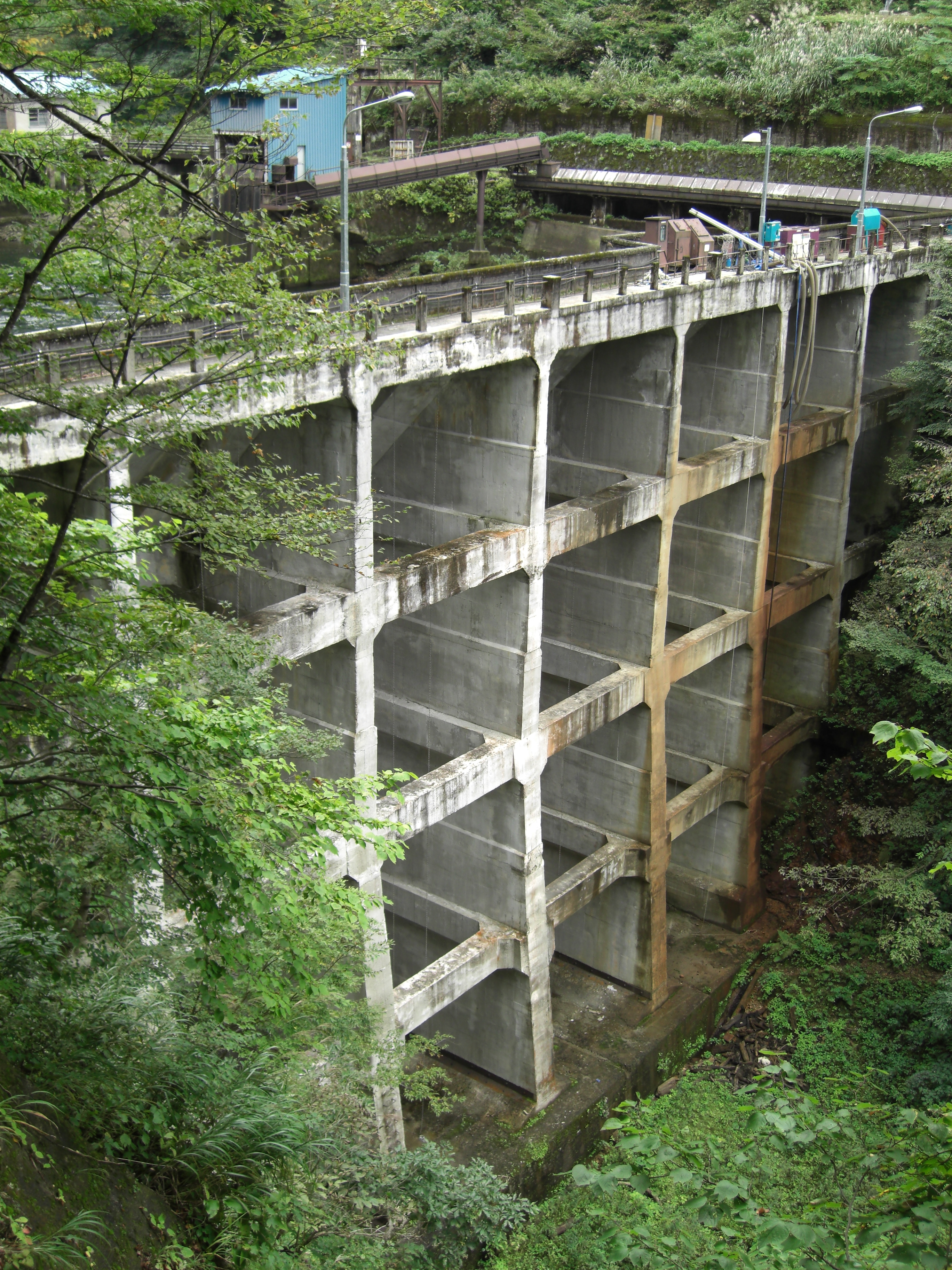
真立ダム
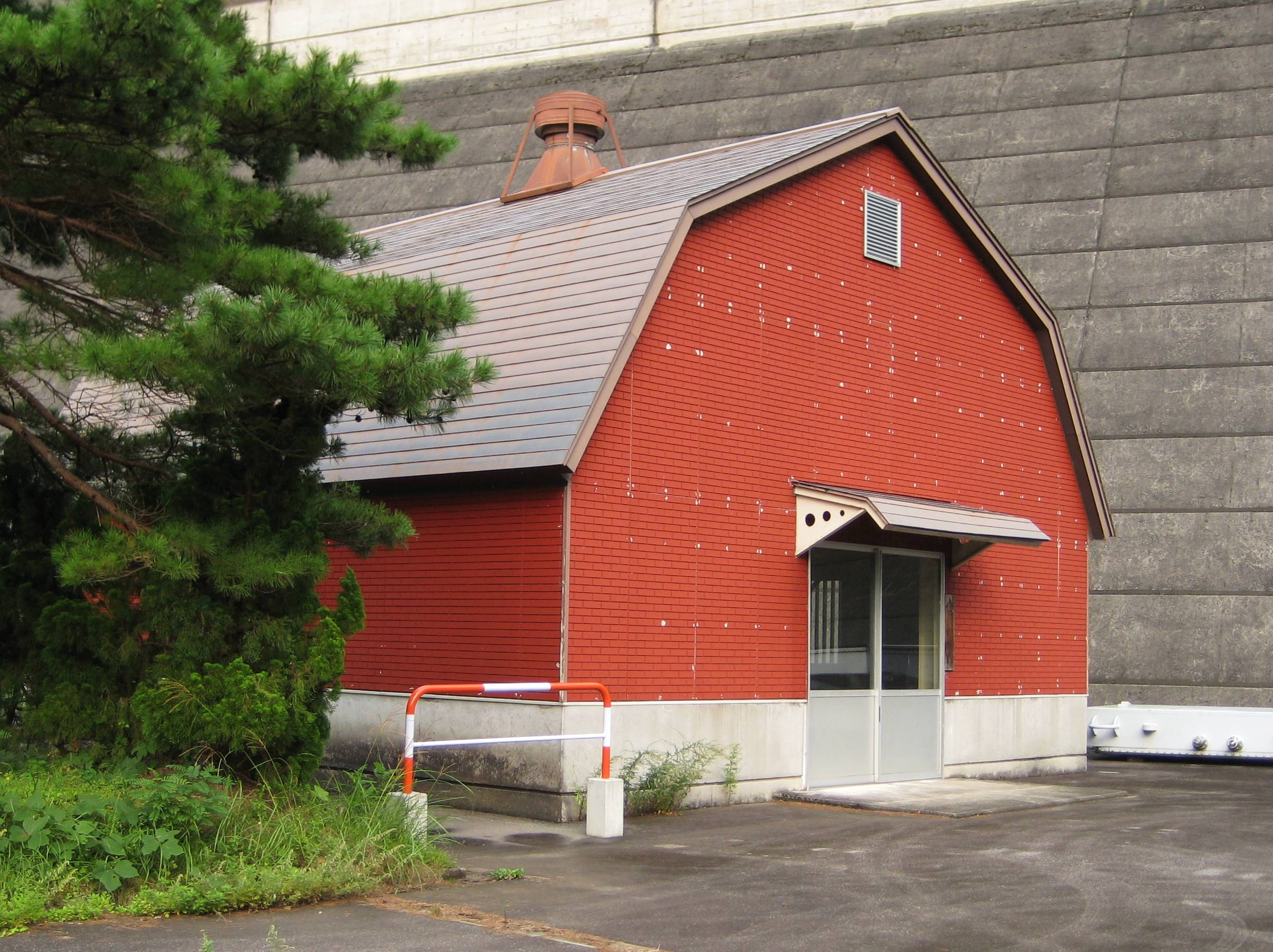
小口川記念館 小口川第三発電所向け揚水ポンプなどを展示保存している。
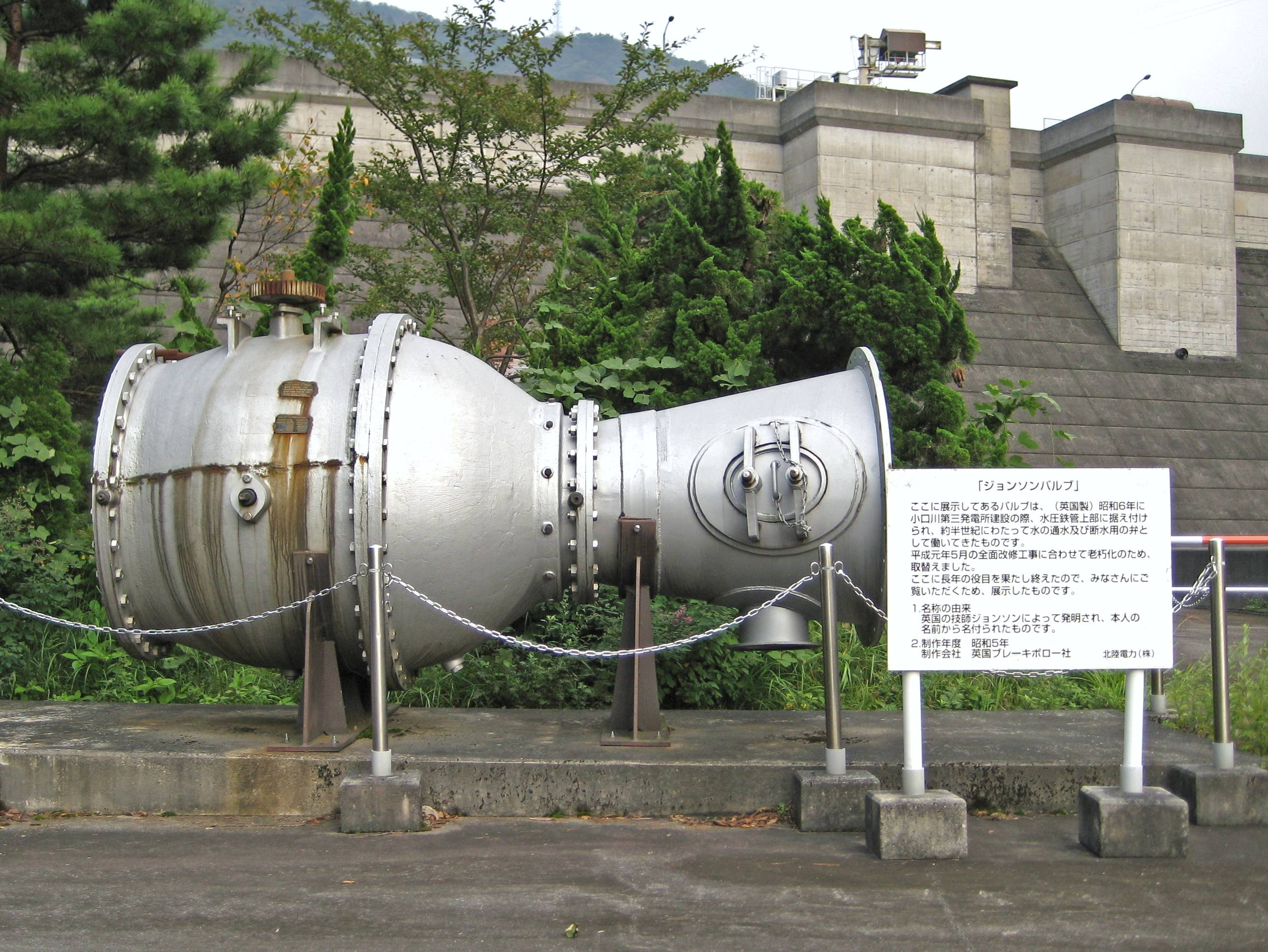
小口川第三発電所向けジョンソンバルブ （小口川記念館）